# Borovany (ort i Tjeckien, lat 48,90, long 14,64)
Borovany är en stad i Tjeckien.   Den ligger i regionen Södra Böhmen, i den södra delen av landet, 130 km söder om huvudstaden Prag. Borovany ligger 519 meter över havet och antalet invånare är 3 739.
Terrängen runt Borovany är huvudsakligen platt. Borovany ligger uppe på en höjd.Runt Borovany är det ganska tätbefolkat, med 86 invånare per kvadratkilometer. Närmaste större samhälle är České Budějovice, 14,9 km nordväst om Borovany. I omgivningarna runt Borovany växer i huvudsak blandskog.